# Ľubomír Urgela
Ľubomír Urgela (Žiar nad Hronom, 29 gennaio 1990) è un calciatore slovacco, attaccante del Banská Štiavnica.